# Karla Urrutia
Karla Urrutia Gómez (* 10. April 1994 in Uruapan) ist eine mexikanische Squashspielerin.

## Karriere
Karla Urrutia spielte von 2011 bis 2016 auf der PSA World Tour. Ihre höchste Platzierung in der Weltrangliste erreichte sie mit Rang 142 im April 2013. Mit der mexikanischen Nationalmannschaft nahm sie 2012 und 2014 an der Weltmeisterschaft teil. 2014 wurde sie mit Nayelly Hernández Panamerikameisterin im Doppel, mit der Mannschaft gewann sie 2012 und 2017 den Titel. Bei Panamerikanischen Spielen sicherte sie sich 2015 in Toronto in der Doppel- und der Mannschaftskonkurrenz jeweils Bronze. Ihre Doppelpartnerin war dabei Samantha Terán. Im Jahr zuvor hatte sie bereits bei den Zentralamerika- und Karibikspielen in diesen beiden Konkurrenzen die Goldmedaille gewonnen, im Doppel wiederum mit Terán.

## Erfolge
- Panamerikameister im Doppel: 2014 (mit Nayelly Hernández)
- Panamerikameister mit der Mannschaft: 2012, 2017
- Panamerikanische Spiele: 2 × Bronze (Doppel und Mannschaft 2015)
- Zentralamerika- und Karibikspiele: 2 × Gold (Doppel und Mannschaft 2014)